# Serra d'en Margenat
La Serra d'en Margenat és una serra situada al municipi de Barcelona a la comarca del Barcelonès, amb una elevació màxima de 379,2 metres.